# デグサ
デグサ・ヒュルス（独: Degussa-Hüls AG）は、1998年にデグサ社（Degussa AG）とヒュルス社（Hüls AG）の合併により成立したドイツの企業である。前者の歴史が長いためにデグサが通称である。2001年に電力会社VIAG の子会社SKW Trostberg AG と合併しエボニック・デグサとなった。2003年から2006年にかけてルール石炭グループに買収された。
デグサ・ヒュルスはいまだそれほど知られていないルール地方の戦後史を象徴する存在である。合併以前のデグサ社は近代に貨幣鋳造所として産声をあげた。ヒュルス社はIG・ファルベンインドゥストリーを源流とするが、戦後の解体後もバイエルなどの出資を受けて存続した。

## デグサ社
デグサの発祥は19世紀前半のフランクフルト・アム・マインであった。1837年、バイエルン王国のミュンヘン鋳造所委員会で認可され、1840年に鋳造所が造営された。これが、デグサ現住所のすぐそばにできたという。ヘッセン州のフランクフルトからバイエルンまでは多少離れているが、ミュンヘンの委員会は試みにフランクフルトと同盟してフローリン通貨の供給量をコントロールしようとしていた。この鋳造所で重役を務めたフリードリヒ・レスラーが、市の命令で鋳造所内に貴金属精錬所を設けた。1843年1月にレスラーは自費で運営を始めたが、やがて基金をつくった。フランクフルトからそう遠くない所に化学研究所も設立した。普墺戦争に駆出されたフリードリヒは精錬所を収容されてしまい、そこで二人の兄ヘクターとハインリヒを連れて化学研究所の方に精練事業を移し合名会社にした。

### ブランドの確立
普仏戦争をすぎて貴金属市場が賑わいを見せた。フリードリヒらは技術こそあれ、ビジネスチャンスを前に国の援助を受けられなかった。そこで1873年、資本金120万マルクで株式会社ドイツ金銀分離工業所Deutsche Gold-und Silber-Scheideanstalt を設立した。この略がDegussa である。デグサは大不況にあってカストナー・アルミニウム株式会社からナトリウムの供給を受けるなどの強かな経営をみせた。1889年にはニューヨークに子会社Roessler & Hasslacher Chemical Company を構え、細工職人Dorothea Warren O'Haraを輩出したり、James Cloyd Downs にナイアガラの滝の発電所に使われたバッテリーを発明させたりした。この滝にあやかる会社やら工場やらもつくっていたが、第一次世界大戦の賠償としてニューヨークの拠点ごと没収され、これらは戦間期の1930年にデュポンが買収し2年ほどかけて合併した。なお、滝の工場はデグサがBritish Aluminium と一緒に建てたものだった。すでに1898年、デグサはBA と合弁でフランクフルトにElectro-Chemische Fabrik Natrium GmbH を設立していた。そして世紀の変わり目に世界的な電解精錬全盛期を迎えた。1905年にデグサのOtto Liebknecht が過酸化ナトリウムから過ホウ酸ナトリウムを精製することに成功した。これは瞬く間に売れた。ヘンケルの洗剤Persil がそうだった。その成分の15％がデグサの過ホウ酸ナトリウムで、残り85％がヘンケルの漂白剤だった。1905年になってすぐ、デグサはChemischen Fabrik Wesseling AG を設立して、シアン化物にかけての地位を確固たるものにした。海外事業を失った戦間期は、生き残るために買収先を探しまわった。1919年にRichter & Co. を買収して入れ歯作りを始めた。

### ルールから世界へ
長い交渉を経て、1930-1931年にふたつの大企業を買収した。Holzverkohlungs-Industrie AG とVerein für Chemische Industrie である。特に前者は活躍した。交渉の間に接着剤のアトラス・アゴを開発したが、買収されてからもメタノール・ホルムアルデヒド・ペンタエリトリトール・アクロレインを順に次々と量産化した。ウイスキーをつくるDistillers Company と合弁で1928年にBritish Industrial Solvents Ltd. を設立し、アセトン・アセトアルデヒド・酢酸・ブタノールを量産したが、燃料に混ぜる使い道から需要が増して事業は成功した。1932年にデグサはカーボンブラックの工場を買収した。これはガスを不完全燃焼させて製造した。経産省が国内原料だけで作れと言ってきたので、研究して成功させた。翌年に世間のアーリア化という仕打ちからユダヤ人オーナーをかばう形でChemisch-Pharmazeutische AG Bad Homburg を買収した。
ハインリヒの息子フリッツが1937年に死んだ。なお、同姓同名のナチス党員がいた。
戦中、デグサはしばしば軍事徴収を受けた。戦後、通貨改革までは再建が滞った。経済力の集中排除を目的とした、技術と流通両面での査察を占領軍に受けた。フランスの事業も収用された。1952年にIG ファルベンのカルテルが分解され、翌年にデグサの本社がフランクフルトに建てられた。それからデグサはシアン化水素工場を増やしていった。やがてメタンとアンモニアをつくるようになった。そしてアミノ酸メチオニンとシアヌル酸クロリドを発見した。サンパウロにブラグサという子会社をつくり、1955年に稼動させた。1960年代の早くに交通の便がよいヴォルフガングへ市場調査をする子会社を置いた。世界でユーロ債市場が軌道に乗ってきた1972年、貴金属精錬業などもヴォルフガングへ拠点を移した。そして1970年ごろに大々的な進出先となった場所というのが、ベルギーとアントワープである。はじめ過ホウ酸ナトリウム、アエロジル、シアン化水素酸、シアヌル酸クロリドを製造していた。1974年、久しぶりにアメリカへ工場を建てた。塩化ケイ素、アエロジル、メチオニン、シアヌル酸クロリド、枯葉剤のブラデックス、過酸化水素、ホルムアルデヒド、そしてシアン化水素をモービル (アラバマ州) で製造した。また、BASF との共同事業でポリオキシメチレンもつくった。合衆国市場へデグサの海外投資は傾いたが、おかげで触媒コンバータ、親水性シリカ、ニコチンアミドをつくれるようになった。1988年からは巨大なカーボンブラック工場を3つも建てた。そしてアメリカでも金属工業を展開した。製薬部門も伸張した。1983年、抗がん剤のAsta Werke AG を完全に買収した。1987年に国内外の製薬部門をもれなく、フランクフルトのAsta Pharma AG に統合した。同年、ボルドーのSarget S.A. を買収した。この企業は欧州内に子会社をいくつかもっていた。製造品目は鎮痛剤、心疾患治療薬、消毒薬、ビタミン、アミノ酸製剤であった。日本などのアジア諸国が豊かになり、デグサは環太平洋に進出した。

### お家芸
世界展開の一方で合理化も大胆に行った。膨張させた製薬部門を解散して金属部門とハイテク部門へ傾注するようになった。完全買収したライボルト (企業)も同様の考えであった。1990年にテムラーを買収して
1993年にCerdec AG を組織した。これはセラミックの着色を得意とした。翌年には青島市で中国とカーボンブラックのジョイントベンチャーを始めた。1996年3月にウヴェ・エルネスト・ブフェがCEO となった。彼がデグサへ入社したのは1974年で、CEO はミレニアムまで務めたが、その後すぐUBSインベストメントへ移って7年後に副会長となった。前後するが、CEO 就任後ブフェは直ちにデグサを4つのコアビジネスへ再編した。化学工業、保健栄養、貴金属、そして金融である。1997年、プロイセン州立の電力会社フェバがデグサ株の36.4％を取得したので、化学業界はデグサがフェバ子会社のヒュルス社と合併するという話でもちきりとなった。

## ヒュルス社
ジョン・ボイド・ダンロップがタイヤに空気を入れてから、世界がポリブタジエンの量産化を企てるようになった。キューガーデンに始まるゴムの歴史は佳境を迎え、そこで活躍したヒュルスは製品のように黒光りする企業であった。ナトリウムを触媒にしてブタジエンを重合させるとポリブタジエンが得られる。その低廉な製法にちなみ、ドイツではポリブタジエンをブナと呼んだ。1935年、IGファルベンが最初のブナ量産化テスト工場をつくった。翌年、ナチス・ドイツが4ヵ年計画を打ち出してブナの生産を煽った。そして1938年5月9日、資本金3000万マルクで、ブナ生産に特化したヒュルスが設立された。持分は74％がIGファルベンで、残り26％がHibernia AG であった。CEO はオットー・アンブローズとヒベリアから来たFriedrich Brüning であった。重役にはフリッツ・メールとWilhelm Tengelmann がいた。1940年から稼動して、最初の1年で1万8000トンを生産した。資本金も8000万マルクに跳ねた。ブナだけでなく塩素やいくつかの化合物もつくっていた。1941年は4万トンの生産高を記録した。1942年で資本金が1億2000万マルク、生産高は5万トンに達した。

### 焼け跡
第二次世界大戦の間は敵から主要な標的とされ、原料を供給する水素化工場を爆撃された。それでもヒュルスは生産を続けた。連合軍がヒュルスを占拠する直前に、ヒトラーがヒュルスを跡形もなく吹き飛ばせと命令したが、その特命部隊は社内のパウル・バウマン博士に説き伏せられ、ヒュルスはそのまま残された。1945年に英軍が来て博士をヒュルス会長にした。ヒュルスはイギリスのため安価なブナを生産した。しかし、ポツダム宣言によりドイツ国内でのブナ生産を禁止されてしまった。許可の出た品目はたとえば柔軟剤、人口樹脂、各種洗剤、ガソリン、染料、アンチフリーズ、薬剤などであったが、主要な生産物は酢酸であった。1948年からはイギリスでもブナ生産がストップされてしまい、代わりに塩化ビニル、プロピレンオキシド、乳化剤、ポリ塩化ビニルをつくるようになった。さらに、少しばかり製法を変えたブナを「プロダクト1973」という名前で売り出した。これは戦間期から国際カルテルのあるリノリウムの材料としてつくられたから、規制をかいくぐった以上の良策であった。それでもヒュルスは翌年大幅にリストラした。連合軍がブタジエンを完全に禁止したのである。それでも他の企業と比べて甘くあつかわれたのは、同社のレパートリーふくむ適応力と肥料の生産力が高いからであった。

### 適材ではなく適剤
朝鮮戦争が起きたとき、連合国植民地は政情安定せず天然ゴムの供給を減らした。そしてヒュルスに特需がやってきた。しかしブナ原料の石炭は国内生産量が不足し、アメリカから輸入していた。一方、鉄鋼業界も鉄くず・鉄鉱石を輸入に頼った。鉱業は窮地に立たされ、欧州石炭鉄鋼共同体が貿易窓口となって合理化の時間を稼いだ。1952年、IGファルベンがついに解体された。翌年12月9日、ヒュルスが独立して資本金1億2千万マルクの株式会社となった。合理化のため1955年に新設したブナ会社の資本金は、その半分をヒュルスが出して、残り半分は元IGファルベントラストのBASF・バイエル・アグファが拠出した。翌年につくったブラジル工場で、アセチレンや無水フタル酸、さらにダイオキシン入りの枯葉剤を生産するようになり、ベトナム戦争にも使われた。1961年、このブラジル工場だけで資本金が1億2千万マルクとなった。この年、下水処理で汚水に含まれる洗剤の8割をろ過する法律ができて、ヒュルスは合成繊維に進出し、また3年たって生物に無害な界面活性剤を開発した。

### 電力事業の歯車
フェバとバイエルは長いことヒュルスを五分五分で支配してきたが、1978年フェバがバイエルを買収してヒュルスに対する支配率を87.6％にまで高めた。1980年代初期を通してヒュルスはドイツ中にさまざまな工場をつくり、ヘドロの焼却から1-ブテンや粉ゴムの製造まで行った。1985年買収により（Nuodex Inc.）アメリカのニュージャージーへ進出した。1988年、ヒュルスはディナミット・ノーベル（Dynamit Nobel）を買収してさらに巨大となった。翌年モンサントから薄型シリコン事業を買収し、これをディナミット・ノーベルの関連事業と合体させて、MEMCエレクトロニック・マテリアルズ（MEMC Electronic Materials）という会社を設立した。1989年にはレーム社（RÖHM GmbH）に対する支配率を高めた。1991年にはストックハウゼン製薬（Chemische Fabrik Stockhausen）を傘下に収めた。同年、マール化学工場（Chemiepark Marl）を得て、ブナ工場を解体した。1993年、エアハルト・メイヤー・ガロウ（Erhard Meyer-Galow）がヒュルス会長となった。翌年にはチバ・ガイギー（現ノバルティス）と合弁会社（TFL Ledertechnik GmbH）を立ち上げた。1997年から2001年まで、親会社のフェバからヒュルスに投下された資本は累計96億ドイツマルクにのぼる。